# ヴィルヘルム・シュティーバー
ヴィルヘルム・シュティーバー（ドイツ語:Wilhelm Stieber、1818年 - 1882年）とは、プロイセンの警察官、諜報員。

## 経歴
ザクセンで生まれる。1863年から宰相ビスマルクと親交を深め、プロイセンの情報機構を率いてプロイセン・デンマーク戦争、プロイセン・オーストリア戦争でのプロイセンの勝利に貢献した。
プロイセンが次に目を付けたのはフランスであった。ビスマルクの命を受けたシュティーバーは2人の士官を連れてフランスに向かった。ギリシャ人商人を装いフランスに入ると、シュティーバーはビスマルクの許可を得て数千の農夫を雇い、フランス農民の手伝いをさせた、さらに、2人の士官は密かに大量の売春婦や「育ちの良い」女性を雇い、国境沿いのフランス軍の連隊がいる町へ派遣した。これらのエージェントは合わせて35000人に及び、スパイ網は主要都市に陣取る退役軍人達によって管理された。普仏戦争が始まるまでには、フランス軍の動員から、フランス軍の内部事情、食料の牛がどこに飼われているかといった事に至るまで、全てはプロイセンに筒抜けとなっていたのである。
また、ビスマルクは世論操作を行う為に「出版局」というプロパガンダ機関を秘密警察の管轄とした。これにより、対外情報、防諜、プロパガンダを行う近代的な情報機構が完成した。この方法は以後ヨーロッパ各国で取り入れられた。
　